# Максима Горького (Темниковський район)
Макси́ма Го́рького (рос. Максима Горького, ерз. Максима Горького) — селище у складі Темниковського району Мордовії, Росія. Входить до складу Бабеєвського сільського поселення.
Населення — 3 особи (2010; 10 у 2002).
Національний склад (станом на 2002 рік):
- мокшани — 100 %